# Bogdan Piščal'nikov
Bogdan Vital'evič Piščal'nikov (in russo Богдан Витальевич Пищальников?; Krasnodar, 26 agosto 1982) è un discobolo russo.
Ha un primato personale di 67,23 m. In carriera è stato finalista alle olimpiadi di Pechino 2008. È fratello della discobola Dar'ja Piščal'nikova.

## Palmarès
| Anno | Manifestazione   | Sede       | Evento           | Risultato | Misura  | Note |
| ---- | ---------------- | ---------- | ---------------- | --------- | ------- | ---- |
| 2001 | Europei juniores | Grosseto   | Lancio del disco | 9º        | 49,48 m |      |
| 2003 | Europei under 23 | Bydgoszcz  | Lancio del disco | Bronzo    | 56,88 m |      |
| 2005 | Mondiali         | Helsinki   | Lancio del disco | 18º       | 61,17 m |      |
| 2007 | Mondiali         | Osaka      | Lancio del disco | 18º (q)   | 61,13 m |      |
| 2008 | Olimpiadi        | Pechino    | Lancio del disco | 6º        | 65,88 m |      |
| 2009 | Mondiali         | Berlino    | Lancio del disco | 7º        | 65,02 m |      |
| 2010 | Europei          | Barcellona | Lancio del disco | 16º       | 60,69 m |      |
| 2012 | Olimpiadi        | Londra     | Lancio del disco | 15º       | 63,15 m |      |

## Campionati nazionali
- 7 volte campione nazionale nel lancio del disco (2005, 2007/2012)

2005
- ai campionati nazionali russi, lancio del disco - 63,57 m

2006
- ai campionati nazionali russi, lancio del disco - 62,01 m

2007
- ai campionati nazionali russi, lancio del disco - 64,95 m

2008
- ai campionati nazionali russi, lancio del disco - 64,18 m

2009
- ai campionati nazionali russi, lancio del disco - 65,13 m

2010
- ai campionati nazionali russi, lancio del disco - 65,93 m

2011
- ai campionati nazionali russi, lancio del disco - 61,33 m

2012
- ai campionati nazionali russi, lancio del disco - 65,64 m

## Altre competizioni internazionali
2010
- Campionati europei a squadre di atletica leggera ( Bergen)